# Centaurea montana
Centaurea montana — вид рослин з роду волошка (Centaurea), з родини айстрових (Asteraceae). Ця низькоросла багаторічна рослина природно поширена у більшій частині Центральної й Південної Європи. Етимологія: лат. montanus — «гірський».

## Опис рослини
Це багаторічна рослина 25–80 см, з кореневищами або столонами. Стебел від 1 до кількох, прямовисні, прості або мало розгалужені, ворсисті. Листки тонко ворсисті й запушені, проксимальні листки на крилатих ніжках, пластини від зворотнояйцюватих до вузькояйцюватих, 10–30 см, краї цілі або віддалено зубчасті до перисто-лопатевих; середні та дистальні листки сидячі, яйцеподібні до довгастих або ланцетних, цілі або віддалено зубчасті. Квіткові голови поодинокі або згруповані по кілька. Кластер філарій (приквіток) від яйцюватого до ± дзвоноподібного, у діаметрі 20–25 мм; філарії зеленуваті, яйцеподібні до ланцетоподібних. Квіточок 35–60+; стерильних квіточок 10–20, віночки сині (білі, фіолетові або рожеві), 25–45 мм; дискових квіточок 25–40+, віночки пурпурні, ≈ 20 мм, тичинок 5, пиляки темно-синьо-пурпурні. Плід — сипсела, ± коричневий, 5–6 мм; папуси 0.5–1.5 мм.

## Середовище проживання
Природно зростає у Центральній і Південній Європі, від Іспанії до Польщі. Ймовірно, вид був завезений до Британії протягом 16 століття й тепер він натуралізований у багатьох частинах Британських островів. Вид натуралізований чи інтродукований до США, Канади, Сен-П'єр і Мікелон, Північної Європи (від Ісландії до прибалтійської Росії), о. Ява. Населяє кам'янисті місцевості, луки, гірські ліси. Інтродуковані рослини населяють двори, узбіччя доріг, смітники, широколисті ліси.

## Використання
Спочатку використовувалася як лікарська рослина. Тепер широко вирощується як декоративна рослина. 

## Галерея

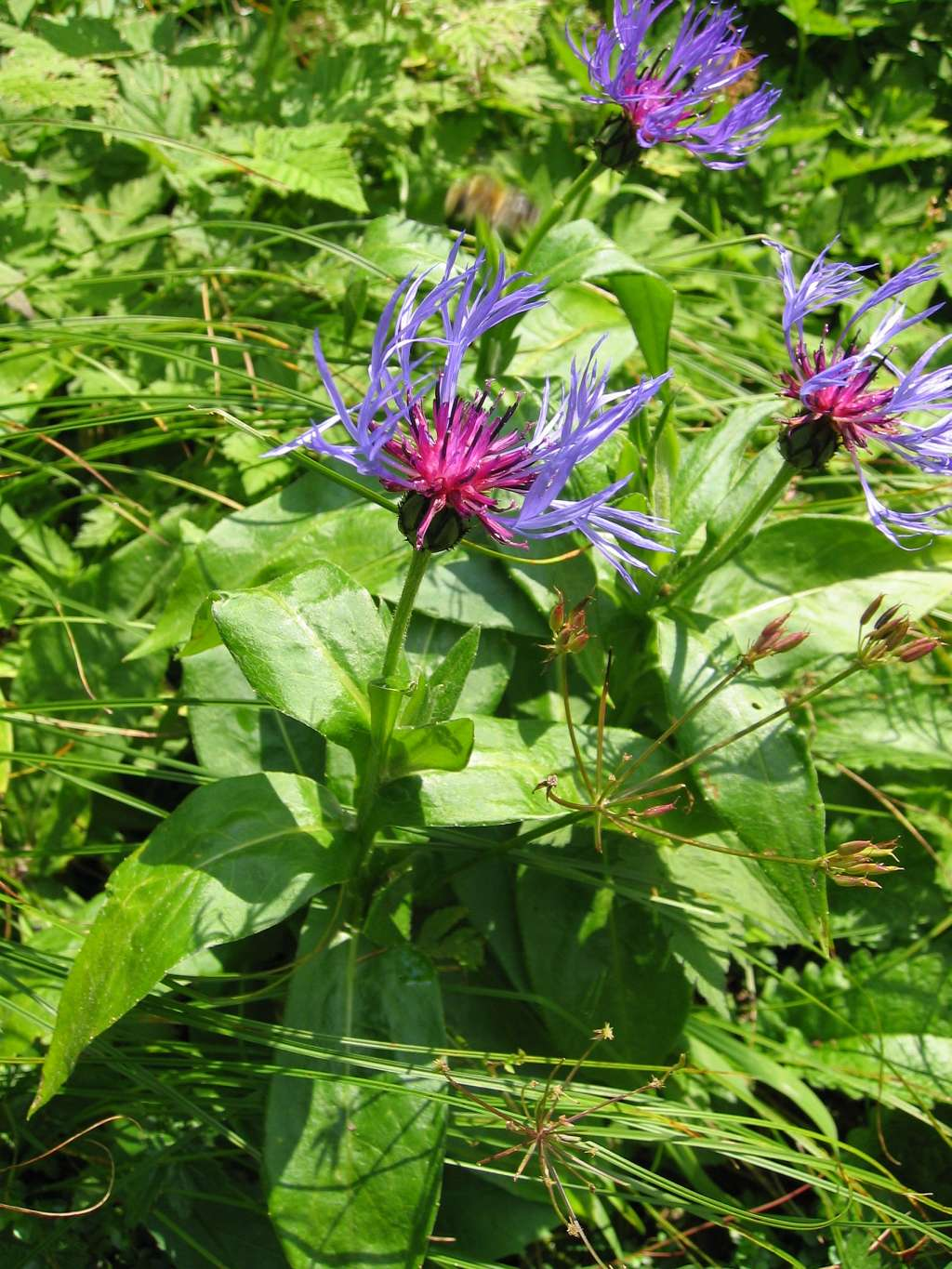
загальний вигляд
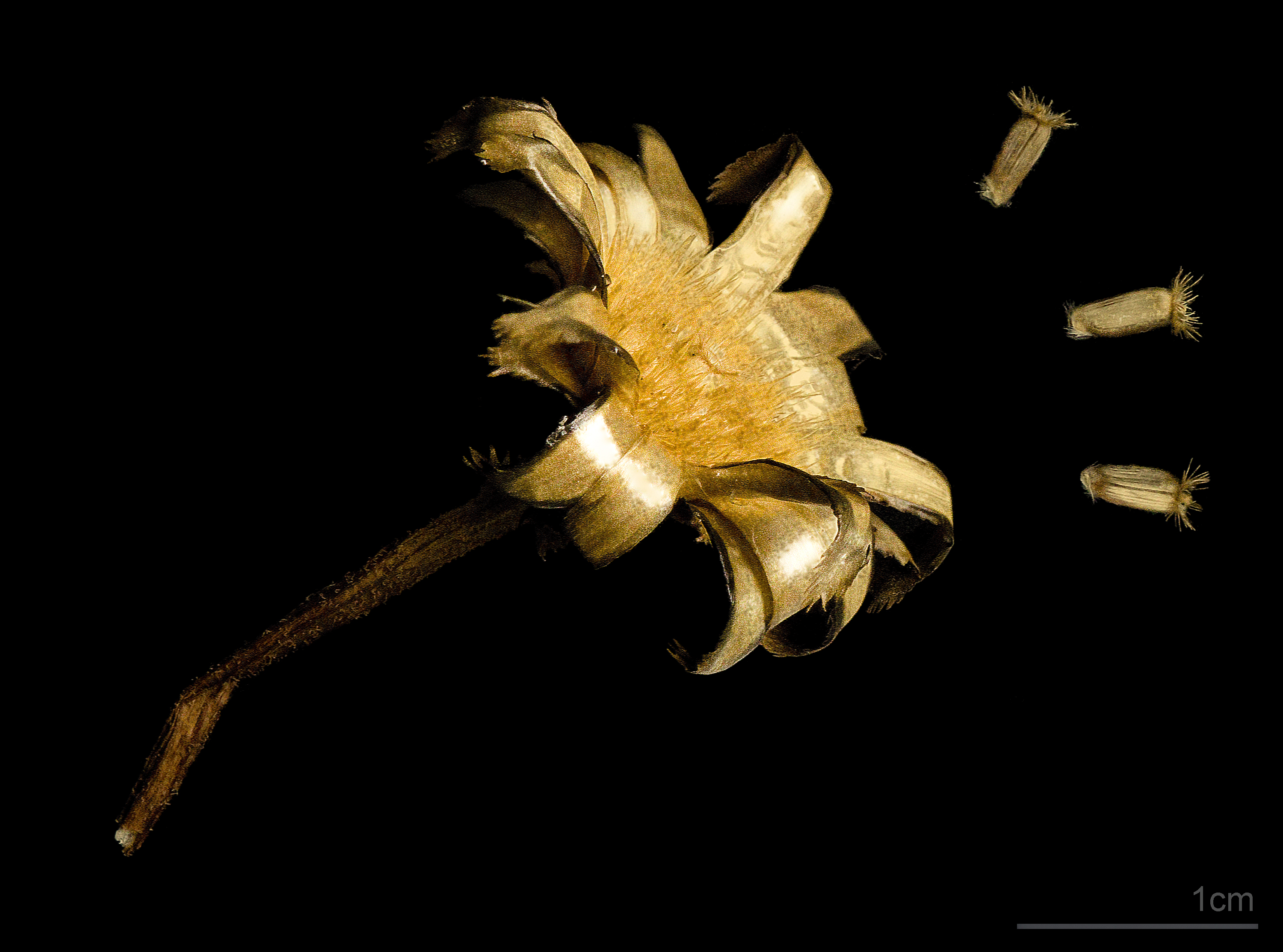
плоди
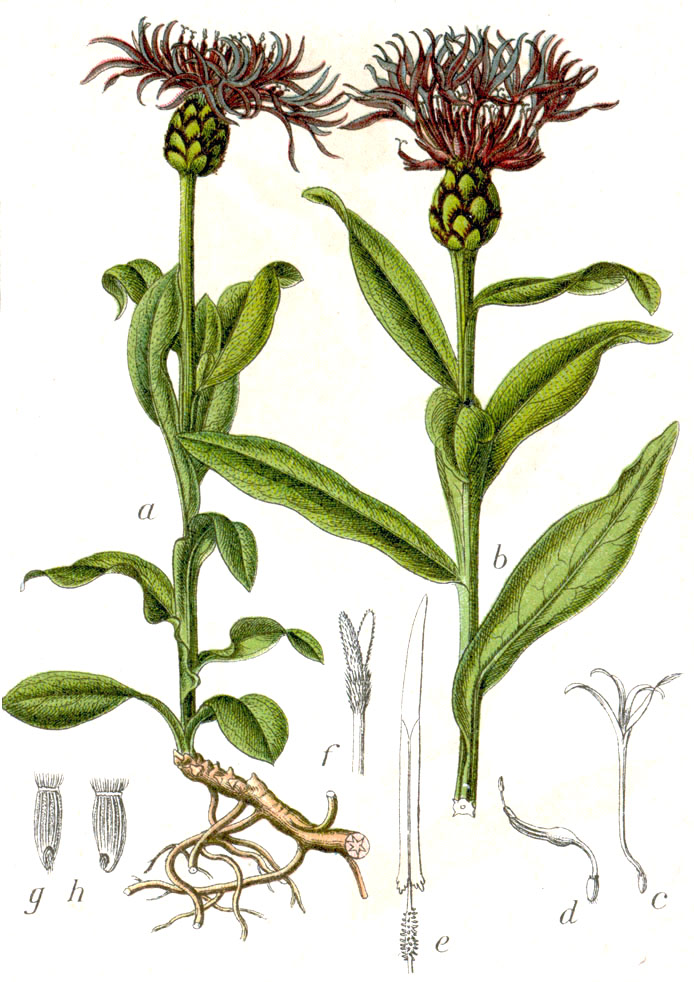
ілюстрація